# ヘッドクラッシュ

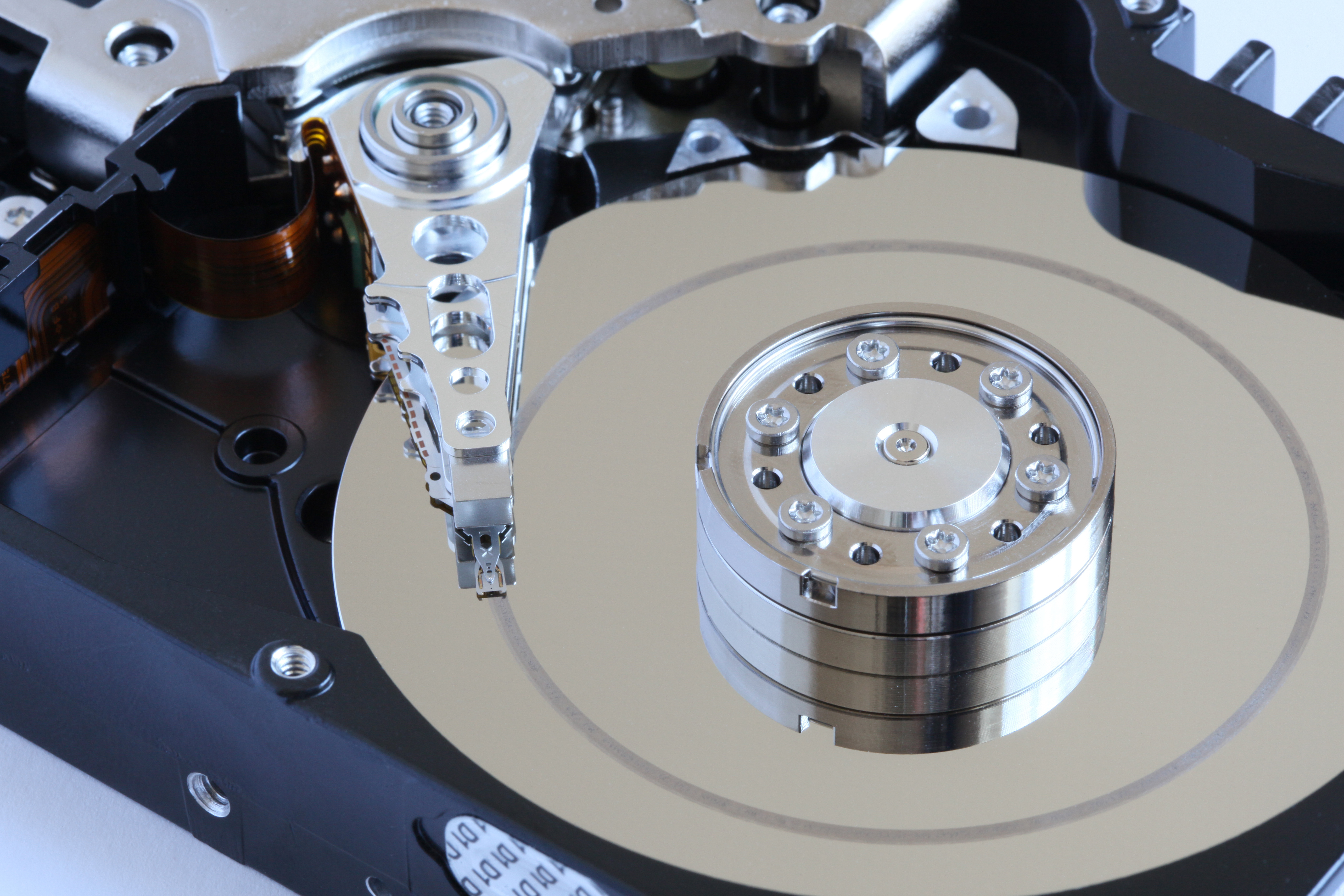
ヘッドクラッシュ

ヘッドクラッシュ (head crash) とは、リムーバブルディスクパック型ハードディスク装置およびハードディスクドライブにおけるヘッドの衝突（クラッシュ）のことである。
強い衝撃を受けた場合にヘッドが円盤に接触し、ヘッドおよび磁性面を傷つけることを指す。ヘッドが磁性面から離れなくなることをクラッシュと呼ぶ場合もあるが、専門的にはヘッド吸着と呼び分けている。

## 原理
ハードディスクドライブの内部では、プラッタと呼ばれる記録媒体の円盤に、プラッタの表面すれすれの位置に浮いたヘッドからデータが読み書きされる（詳細はハードディスクドライブを参照）。しかし、この隙間にダストなどが入り込むとヘッドおよび磁性面に傷が付き始め、やがてその摩擦力によってヘッドがバウンドし、ますます大きな傷がつく。最終的にはヘッドが吹き飛んでしまうこともある。また、磁性面に塗布されたライナーと呼ばれる潤滑剤の劣化が原因となることもある。
そのほか、ヘッドに強い衝撃力が加わった場合にヘッドが磁性面でバウンドするなどヘッドの高度が不安定になり、円盤を傷つけるようになることがある。これがヘッドクラッシュの主な症状である。また、ヘッド吸着になりかけている場合、円盤部が回転を開始する際にヘッドが吸着面よりはがれ、バウンドしヘッドクラッシュに陥る場合もある。

## ヘッドクラッシュの種類・原因
上記で説明したもののほかにも、さまざまなヘッドクラッシュの種類や原因がある。

### ヘッド完全接触型
名前の通りヘッドが円盤に接触してしまった状態。強い衝撃やダスト、湿度の異常などにより、起きる。ディスクパックと呼ばれるリムーバブル式のディスクではダストが混入しやすく、大抵のヘッドクラッシュはこのタイプである。ほとんどの場合、磁性面にもヘッドにも傷が付いているため、データの復旧はほぼ不可能である。

### ヘッド吸着型
ヘッドが吸着してしまった状態。ドライブのスタート時に発生する。万が一この状態になってしまった場合、ハードディスクからモーターの駆動音がしなくなる。経年劣化、長い間電源を入れていない古いハードディスクドライブなどで発生する。この時、横方向に衝撃を加えると復活する場合があるが、すでに磁性面が劣化しているので一時しのぎにしかならない。この場合、すみやかに別のドライブやDVDなどのメディアにデータをバックアップするべきである。

### プラッタ軸不良
円盤のモーター軸がずれてドライブ内で異常な気流が発生し、ヘッドを巻き込んで回転する状態。初期症状としてモーターの駆動音が通常よりも大きくなる。また、読み取りや書き込みにリトライを繰り返すのでパソコンなどが遅くなったように感じる。一般的には軸受けの経年劣化により発生する。近年では流体軸受が採用され、経年劣化の問題はほぼ解決された。